# Fortitudo Pallacanestro Bologna 103 2014-2015
La Fortitudo Pallacanestro Bologna 103 2014-2015, sponsorizzata Eternedile, ha preso parte al campionato italiano di pallacanestro di Serie B Girone B.

## Risultati
- Serie B:
  - Stagione regolare: 3º posto su 15 squadre (20-8)
    - Playoff Girone B: Vincitore
    - Finali promozione: Vincitore
    - Promozione in Serie A2

## Roster
| Giocatori |
| --------- |

| N° | Naz.              | Ruolo | Sportivo           | Anno |  |  |  |
| -- | ----------------- | ----- | ------------------ | ---- |  |  |  |
| 7  | Italia (bandiera) | P     | Leonardo Candi     | 1997 |  |  |  |
| 8  | Italia (bandiera) | AP    | Jacopo Valentini   | 1986 |  |  |  |
| 9  | Italia (bandiera) | P     | Davide Lamma       | 1976 |  |  |  |
| 11 | Italia (bandiera) | C     | Andrea Iannilli    | 1984 |  |  |  |
| 12 | Italia (bandiera) | AG    | Giuliano Samoggia  | 1983 |  |  |  |
| 14 | Italia (bandiera) | P     | Matteo Montano     | 1992 |  |  |  |
| 15 | Italia (bandiera) | G     | Gennaro Sorrentino | 1985 |  |  |  |
| 17 | Italia (bandiera) | C     | Alessandro Mancin  | 1986 |  |  |  |
| 18 | Italia (bandiera) | AG    | Giovanni Lenti     | 1996 |  |  |  |
| 20 | Italia (bandiera) | AG    | Davide Raucci      | 1990 |  |  |  |

| Staff tecnico                     |
| --------------------------------- |
| Allenatore: Claudio Vandoni       |
| dal 18 febbraio Matteo Boniciolli |
| Vice-Allenatore: Federico Politi  |
| Assistente: Roberto Lopez         |

| Giocatori acquisiti a stagione in corso |
| --------------------------------------- |

| N° | Naz.              | Ruolo | Sportivo                          | Anno |  |  |  |
| -- | ----------------- | ----- | --------------------------------- | ---- |  |  |  |
| 21 | Italia (bandiera) | G     | Marco Carraretto dal 23 gennaio   | 1977 |  |  |  |
| 31 | Italia (bandiera) | AG    | Nazzareno Italiano dal 5 febbraio | 1991 |  |  |  |

| Giocatori ceduti a stagione in corso |
| ------------------------------------ |

| N° | Naz.              | Ruolo | Sportivo                           | Anno |  |  |  |
| -- | ----------------- | ----- | ---------------------------------- | ---- |  |  |  |
| 10 | Italia (bandiera) | G     | Daniele Grilli fino al 20 febbraio | 1987 |  |  |  |